# Kloster Claregalway

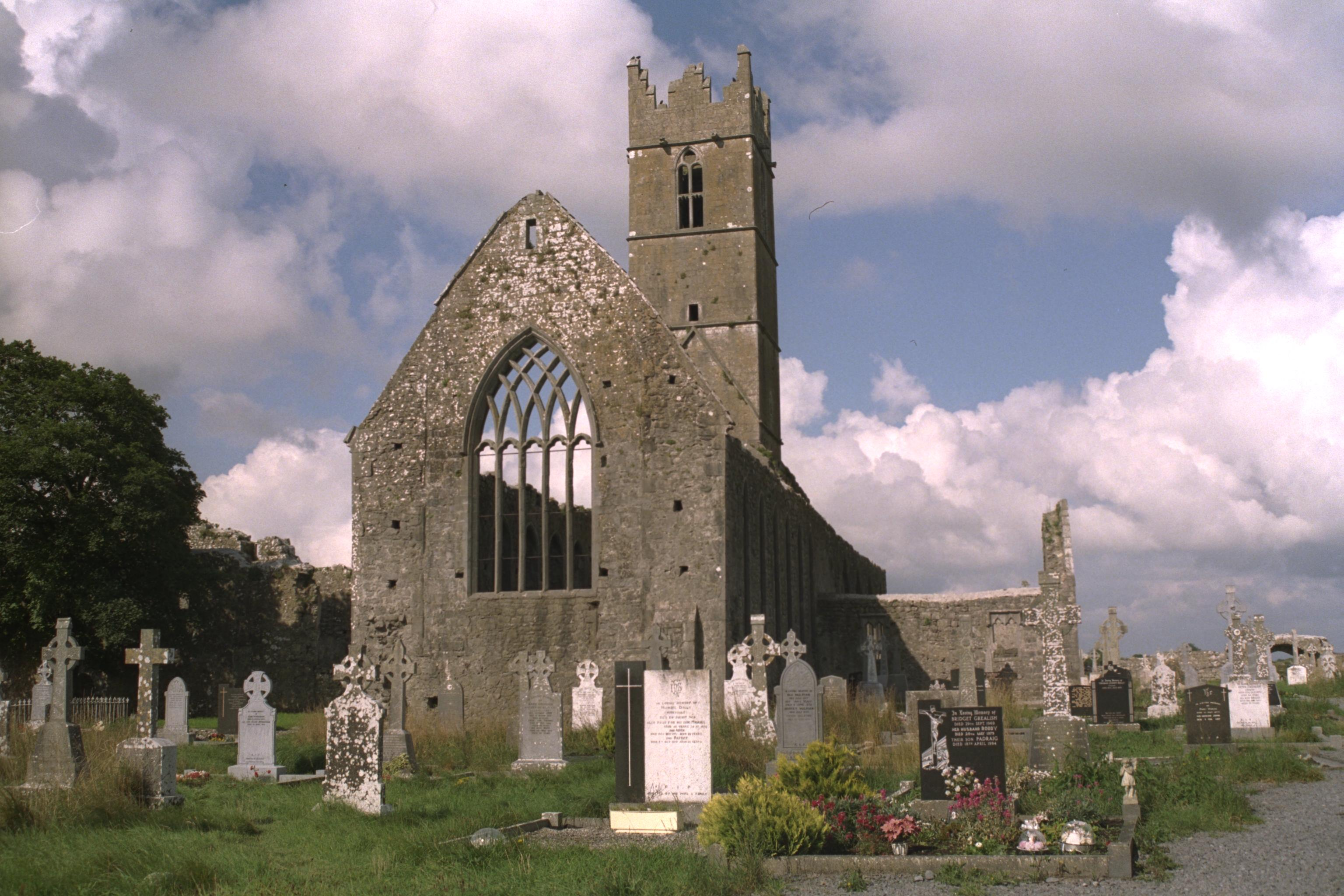
Das Kloster von Osten gesehen mit dem Chor im Vordergrund. Das Chorfenster stammt aus dem 15. Jahrhundert.

Das Kloster Claregalway (irisch Mainistir Bhaile an Chláir, englisch Claregalway Friary) wurde um 1252 als Haus für die Franziskaner durch John de Cogan I. in Claregalway nahe Galway City in Irland gegründet. Es wurde während der Reformation aufgehoben; die Mönche blieben noch bis um 1570. Heute gehören die Überreste des Klosters zu den wichtigsten frühen Zeugnissen der Architektur der Franziskaner im 13. Jahrhundert.

## Geschichte
Als Zeitpunkt, zu dem die Franziskaner nach Irland kamen, wird die Zeit zwischen 1224 und 1226 angenommen, aber es gibt keinen Beleg dafür, dass es noch vor dem Tod Franz von Assisis geschah. Ihre ersten Gründungen erfolgten wohl in Youghal und Cork, zwei südliche Hafenstädte in Irland. In der Diözese Tuam, zu der Galway seit der Synode von Rathbreasail 1111 gehörte, war Claregalway die zweite Gründung der Franziskaner nach dem um 1247 gegründeten Haus in Galway.
Seit der englischen Invasion von 1169 teilte sich Irland in Regionen auf, die der Kontrolle durch den englischen König unterlagen und solchen, die irisch blieben, selbst wenn sich dort eine ehemals anglo-normannische Adelsschicht etabliert hatte. Nachdem fast früheren Gründungen der Franziskaner der englischen Einflusszone zuzurechnen waren, gehörte Claregalway zu den ersten irisch dominierten Häusern. Neben dem Haus in Galway gehörte dieses Kloster zu den beiden Häusern, bei denen ein Ire das Amt des Guardians übernehmen durfte. Zwischen 1217 und 1228 kam es auf Grund von Spannungen zwischen eingesessenen und anglonormannischen Konventen zur Verschwörung von Mellifont (Conspiracy of Mellifont), bei der die Teilnahme am Generalkapitel des Ordens verweigert wurde. Dies führte zu Misstrauen, das in dem Bericht einer päpstlichen Kommission von 1324 zum Ausdruck kommt, der die Loyalität dieses Klosters als „suspekt“ beschrieb.
Jenen Pilgern, die das Kloster im Rahmen einer Buße aufsuchten, wurde 1291 ein Ablass gewährt. Aus unbekanntem Grunde wurden in diesem Kloster die Pontifikalien des Bischofs von Annaghdown verwahrt, später aber durch den Erzdiakon der Erzdiözese Tuam entfernt, wofür dieser 1296 angeklagt wurde.
Bei der Begutachtung während der Reformation hatte das Kloster sechs Katen und zugehörige Gärten, eine landwirtschaftlich nutzbare Fläche von 24 Acre, eine Wassermühle und das Anrecht auf die Nutzung eines gemeinschaftlich genutzten Wiesengrunds für 24 Kühe. Im Jahre 1570 wurde das Kloster Richard de Burgo übereignet. Danach konnten die Franziskaner noch für einige Zeit verbleiben, bis sie um 1589 gewaltsam durch Sir Richard Bingham vertrieben wurden, der die Gebäude als Kaserne für seine Truppen verwendete. Einige Jahre später durften die Franziskaner Teile des Klosters wieder beziehen, um kurz darauf wieder vertrieben zu werden. 1641 gelang es den Franziskanern erneut, das Kloster in Besitz zu nehmen. Diese Periode endete irgendwann im 18. Jahrhundert. Wann genau und warum das Kloster wieder verlassen wurde, ist unbekannt.

## Architektur

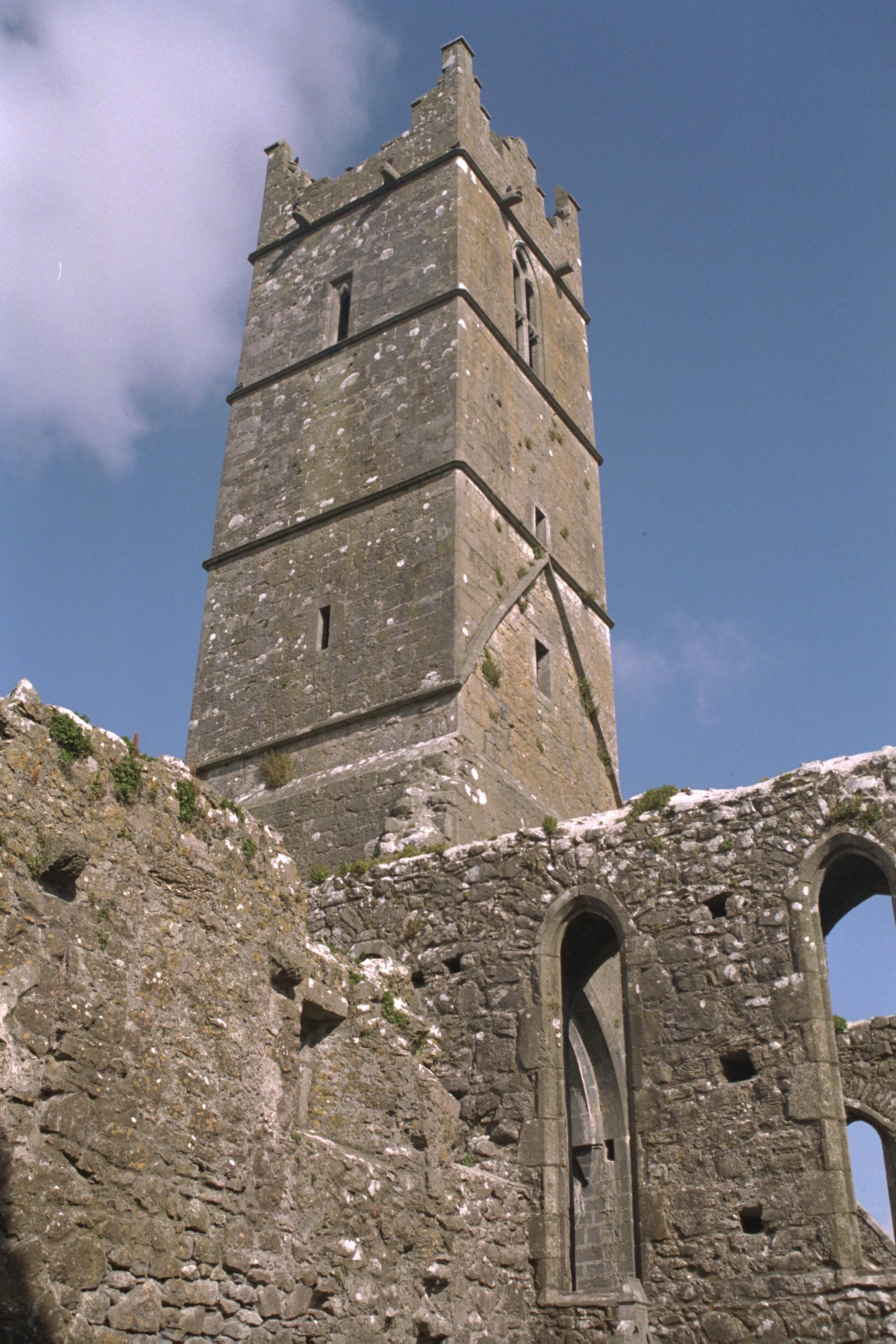
Der Kirchturm wurde erst nachträglich im 15. Jahrhundert zwischen dem Chor und dem Kirchenschiff errichtet.

Ein Großteil der Bausubstanz stammt aus dem 13. Jahrhundert, wenngleich später viele bauliche Veränderungen erfolgten. So wurde der Chor auf der Ostseite ursprünglich durch fünf oder sogar sieben lanzettförmige Fenster mit Licht versorgt. Im 15. Jahrhundert wurden die Einzelfenster durch ein größeres Fenster ersetzt, durch das deutlich mehr Licht fiel. Auf der Süd- und Nordseite des Chors blieben die langgezogenen Fenster aus dem 13. Jahrhundert erhalten.
Der Kirchturm wurde ebenfalls erst im 15. Jahrhundert eingesetzt. Er ist in seiner Art typisch für die Häuser der Franziskaner aus dieser Zeit in Irland und gehört heute zu den wenigen, gut erhaltenen. Im Durchgang zwischen dem Kirchenschiff und dem Chor befindet sich ein Kreuzrippengewölbe, bei dem der Schlussstein die Form eines Affenkopfes hat. Ebenso sind die Kragsteine mit kleinen Tierköpfen und anderen Motiven verziert. Auf der Westseite, dem Kirchenschiff zugewandt, befinden sich etwas über Augenhöhe hervorkragende Ziegel, auf denen wohl Heiligenstatuen platziert worden sind. Außen wird der Turm geprägt durch drei umlaufende Linien, die die einzelnen Etagen markieren. Die höchste ist mit Wasserspeiern versehen.
Das Kirchenschiff hat auf der nördlichen Seite ein Seitenschiff, das durch Arkaden abgetrennt ist. Südlich des Kirchenschiffs sind noch die Reste des Klostergartens zu sehen, der auf den anderen Seiten von zweistöckigen Gebäuden umgeben war.